# Paul Anton
Paul Viorel Anton (n. 10 mai 1991, Bistrița, Bistrița-Năsăud, România) este un fotbalist român, care joacă pe post de mijlocaș la Győr în Nemzeti Bajnokság I. Pe plan internațional, are prezențe la națională pentru România Sub-21 și România.

## Cariera

### Gloria Bistrița
În 2008, Anton și-a început cariera la clubul din orașul său natal, Gloria Bistrița, după ce a fost promovat de la academia clubului la prima echipă. În iarna anului 2009 a fost împrumutat la Delta Tulcea, unde nu a jucat nici un meci în Liga a II-a, așa că s-a întors la Bistrița după doar o jumătate de sezon. După experiența de la Tulcea, Anton a fost din nou împrumutat, de data aceasta la ASA Târgu Mureș unde a jucat 7 meciuri în Liga a II-a, fără să înscrie vreun gol. După 3 luni petrecute la ASA Târgu Mureș, Anton s-a întors la Gloria Bistrița, unde a continuat până în ianuarie 2013.

### Pandurii Târgu-Jiu
Pe data de 7 ianuarie 2013, Anton semnează un contract cu Pandurii Târgu-Jiu. În sezonul 2012-2013 a marcat 3 goluri în 13 partide pentru noua sa echipă, inclusiv o dublă împotriva celor de la CS Turnu Severin, ajutându-și atunci echipa să învingă cu 3-1, terminând anul pe locul 2 cu echipa sa, primind titlul simbolic de vicecampioni ai Ligii I. Acest fapt a dus Pandurii în Europa League anul următor, unde Anton a evoluat toate cele 10 meciuri ale clubului în competiție, făcându-l astfel un jucător cu experiență la nivel internațional. În anul 2014 a fost convocat în lotul României pentru calificările la Euro 2016. În sezonul 2013-2014 a jucat un total de 40 de meciuri pentru Pandurii Târgu-Jiu în toate competițiile, inclusiv 4 meciuri în preeliminariile Europa League. După aceea a urmat sezonul 2014-2015 în care a jucat 35 de meciuri în toate competițiile, marcând un singur gol, în victoria cu 2-0 în fața celor de la FC Brașov.

### Dinamo București
După 3 sezoane remarcabile la Pandurii Târgu-Jiu, pe data de 7 septembrie 2015 Paul Anton este transferat la Dinamo București pe suma de 1,3 milioane de euro. Acesta semnează cu gruparea dinamovistă un contract valabil până în iarna anului 2018. Sub conducerea lui Mircea Rednic, Paul Anton a avut un sezon foarte bun, jucând 35 de meciuri pentru Dinamo în toate competițiile și reușind să înscrie un gol, acela fiind împotriva celor de la FC Voluntari. După ce a încheiat sezonul cu Dinamo pe locul 5, acesta a fost trimis sub formă de împrumut pe un sezon la gruparea spaniolă Getafe CF, cu opțiunea de a fi cumpărat definitiv la finalul sezonului. Deși Anton a jucat 32 de meciuri pentru Getafe CF și a marcat 2 goluri, ajutând echipa să promoveze în prima ligă, clubul spaniol a refuzat să îl cumpere definitiv, urmând să se întoarcă la Dinamo.
În octombrie 2020, Anton a revenit la Dinamo, după ce a jucat în Rusia, la Anji Mahacikala și Krîlia Sovetov Samara. A părăsit din nou pe Dinamo în august 2021. La doar o zi după despărțirea de Dinamo, Anton a semnat un contract cu echipa spaniolă SD Ponferradina care evoluează în Segunda División.

## Legături externe
- Paul Anton la RomanianSoccer
- Profilul lui Paul Anton pe Soccerway
- Paul Anton – pe site-ul UEFA
- Paul Anton pe Transfermarkt